# Ɛŋ (digramme)
Cette page contient des caractères spéciaux ou non latins. S’ils s’affichent mal (▯, ?, etc.), consultez la page d’aide Unicode.
Ɛŋ (minuscule ɛŋ) est un digramme de l'alphabet latin composé d'un E ouvert (Ɛ) et d'un Eng (Ŋ). 

## Linguistique
- En bassa, le digramme « ɛŋ » note la voyelle [ɛ] nasalisée. La lettre Ɛ cédille (Ɛ̧) peut avoir la même utilisation.

## Représentation informatique
Comme la majorité des digrammes, il n'existe aucun encodage de Ɛŋ sous un seul signe, il est toujours réalisé en accolant un Ɛ et un Ŋ,.